# Lily Bouwmeester

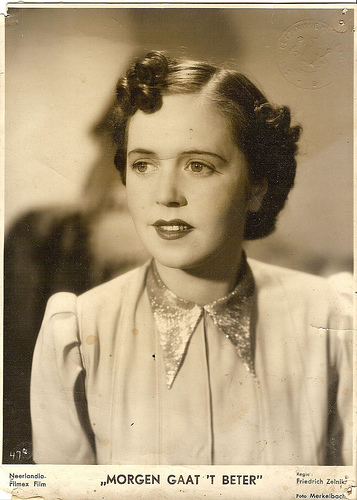
Lily Bouwmeester (1939)

Lily Geertruida Maria Henriëtte Bouwmeester (* 28. September 1901 in Amsterdam, Niederlande; † 12. Juli 1993 in Sliedrecht, Niederlande) war eine niederländische Schauspielerin bei Theater und Film, einer der größten Stars ihres Landes bis Ausbruch des Zweiten Weltkriegs.

## Leben und Wirken
Die uneheliche Tochter des Geigenspielers Ludovicus Adolphus Bouwmeester (1882–1931) und der Pianistin Julie Marie Arpeau (1880–1952) lernte das Showbiz von Kindheit an kennen, als sie auf Wunsch des Vaters, der für sie eine Karriere als Geigerin im Auge hatte, ihre Eltern auf deren Europatourneen begleitete. 1913 wurde Lily zu ihrer Tante, der Schauspielerin Theo Mann-Bouwmeester (1850–1939), geschickt, da sich das ständige Reisen des schulpflichtigen Kindes als zu anstrengend erwiesen hatte. Anstatt sich zur Tänzerin ausbilden zu lassen, wie es sich Lily erträumt hatte, brachte Tante Theo sie mit der Schauspielerei in Berührung. Im Alter von 15 Jahren debütierte Lily Bouwmeester an der Bühne im Rahmen der Theatertruppe von Herman Heijermans.

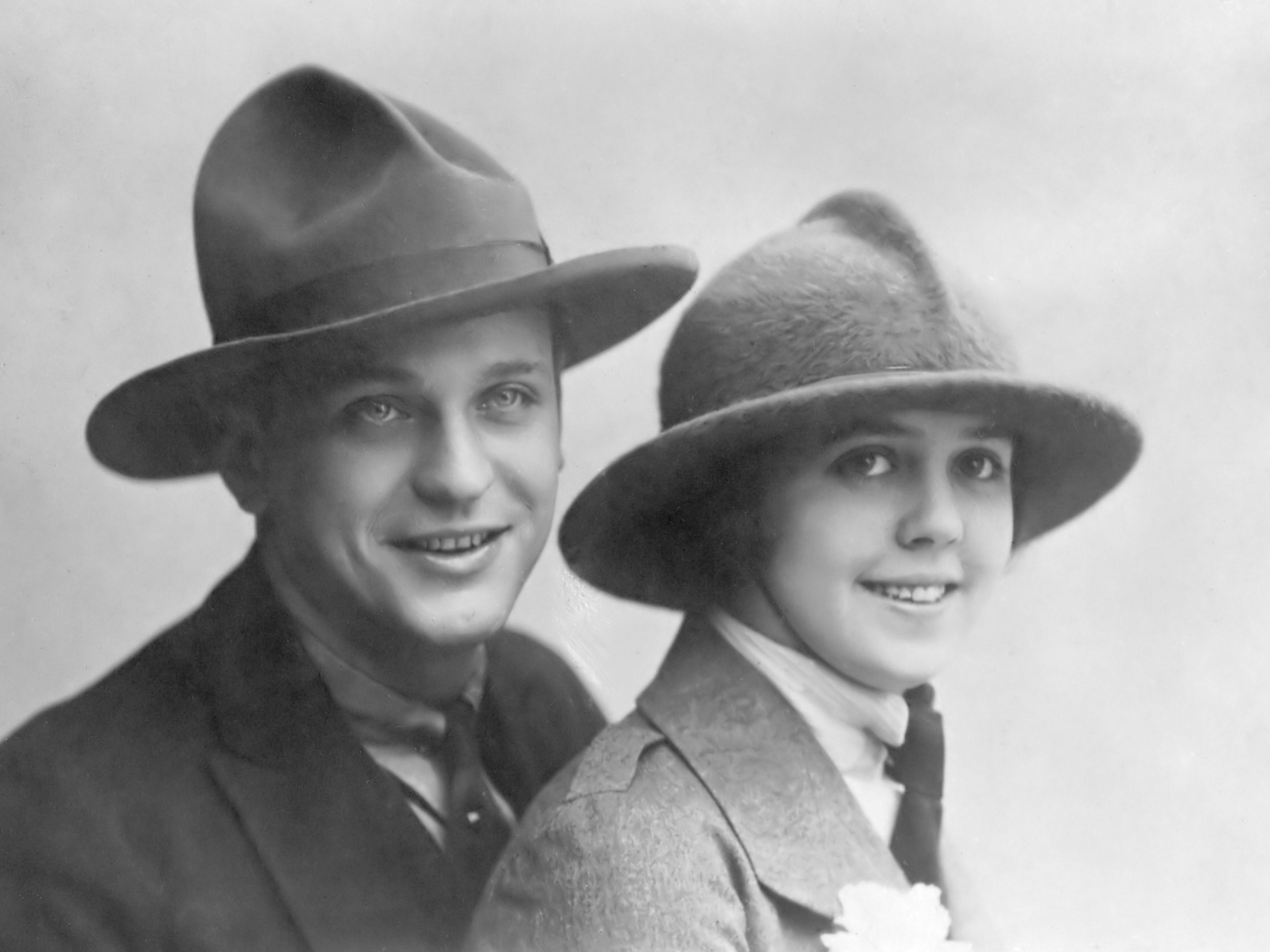
Bouwmeester mit Ehemann Theo Frenkel jr. (1921)

Bereits im darauf folgenden Jahr 1916 wurde der Teenager erstmals vor die Kamera geholt. Wieder ein Jahr später erhielt Lily Bouwmeester ihr erstes bedeutendes Festengagement an der angesehenen Stadsschouwburg Amsterdam. Rasch gewann die Nachwuchskünstlerin, die bis 1921 ihre Tätigkeitsbereiche zwischen Bühne und Film aufteilte, an Ansehen. Während einer Vorbereitungsphase für ein neues Theaterstück lernte Lily Bouwmeester 1920 den Berufskollegen Theo Frenkel junior (1893–1955) kennen, den sie im darauf folgenden Jahr heiraten sollte. Das junge Ehepaar verließ daraufhin die Stadsschouwburg, um gemeinsame Stücke aufführen zu können. 1923 ließen sich Bouwmeester und Frenkel in Den Haag nieder und traten an Rotterdamer Spielstätten auf, wo die Schauspielerin ihre Popularität ausbauen und ihr Talent als Komödiantin unter Beweis stellen konnte. Zehn Jahre später ließen sich beide wieder scheiden.
Mitte der frühen 1930er Jahre, nachdem sie erneut (1935) geheiratet hatte, trug sich Lily Bouwmeester mit dem Gedanken, die Schauspielerei aufzugeben und Hausfrau zu werden. 1936 nahm sie jedoch das verlockende Angebot des aus Hitler-Deutschland in die Niederlande geflohenen deutschen Regisseurs Ludwig Berger an, die Pygmalion in seiner gleichnamigen Verfilmung zu spielen. Trotz ihres für diese Rolle mit 35 Jahren bereits recht fortgeschrittenen Alters – die Eliza Doolittle in Shaws Stück ist ein noch recht junges Mädchen – wurde dieser Film, deren Handlung aus England nach Holland verlegt wurde, ein überwältigender Erfolg und brachte Lily Bouwmeesters Filmkarriere – seit anderthalb Jahrzehnten hatte sie nicht mehr vor der Kamera gestanden – einen enormen Schub. Paramount Pictures bot Bouwmeester daraufhin einen Fünfjahresvertrag an, den sie allerdings ablehnte, da ihr Mann nicht in die USA umziehen wollte. Sie blieb weiterhin in den Niederlanden und trat mit großem Erfolg in anderen Filmen von zum Teil deutschen Emigranten auf. Im Frühjahr 1940 gab ihr Berger in seinem Film Ergens in Nederland erneut eine Hauptrolle, dann beendete der Einmarsch der deutschen Wehrmacht abrupt Lily Bouwmeesters Filmkarriere. Ein Angebot von der UFA aus Berlin lehnte sie aus nachvollziehbaren Gründen ab.
Während der Besatzungszeit versteckte die Schauspielerin in ihren vier Wänden zwei jüdische Kinder und brachte sich damit selbst in Lebensgefahr. Nach der Befreiung 1945 erhielt Lily Bouwmeester erneut zahlreiche Filmangebote, doch hatte sie in der Zwischenzeit die Lust an der Arbeit vor der Kamera komplett verloren und spielte fortan nur noch sporadisch Theater. Hier konnte man sie erneut in einer Fassung von Shaws Pygmalion sehen. Nunmehr fast 50 Jahre alt, spielte sie die Eliza über 800-mal. Einen weiteren Bühnenerfolg war ihr 1952 in dem Zwei-Personen-Stück Das Himmelbett (rund 500 Auftritte) nach einer Vorlage von Jan de Hartog beschieden, das im selben Jahr in Hollywood mit Lilli Palmer und ihrem damaligen Ehemann Rex Harrison verfilmt wurde. 1967 sah man Lily Bouwmeester das einzige Mal in einem Fernsehfilm, zugleich ihr endgültig letzter Auftritt vor der Kamera. Zwei Jahre später zog sich die 68-jährige Künstlerin von der Schauspielerei zurück und ließ sich in der Kleinstadt Sliedrecht nieder, wo sie ihren Lebensabend verbrachte. Dort starb Lily Bouwmeester im Alter von fast 92 Jahren.

## Filmografie (komplett)
- 1916: Majoor Frans
- 1917: Het geheim van Delft
- 1917: Ulbo Garvema
- 1918: Pro domo
- 1919: De duivel in Amsterdam
- 1919: Het goudvischje
- 1920: Aan boord van de 'Sabina'
- 1920: Helleveeg
- 1921: Sheer Bluff
- 1937: Pygmalion
- 1937: De man zonder hart
- 1938: Veertig jaren
- 1938: Vadertje Langbeen
- 1939: Morgen gaat 't beter!
- 1940: Ergens in Nederland
- 1967: Een stukje van jezelf (Fernsehfilm)